# Taractrocera
Taractrocera är ett släkte av fjärilar. Taractrocera ingår i familjen tjockhuvuden.

## Bildgalleri

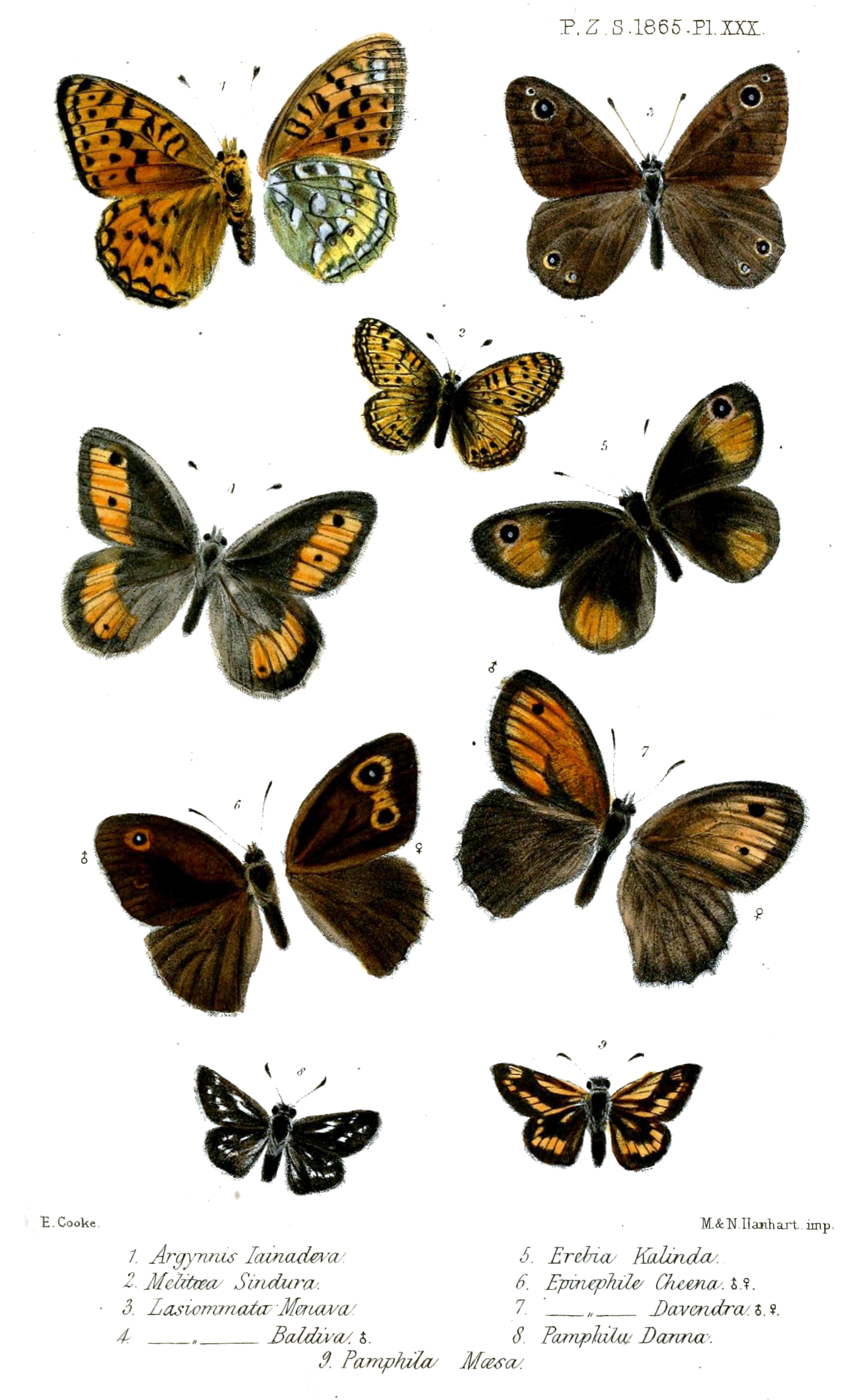
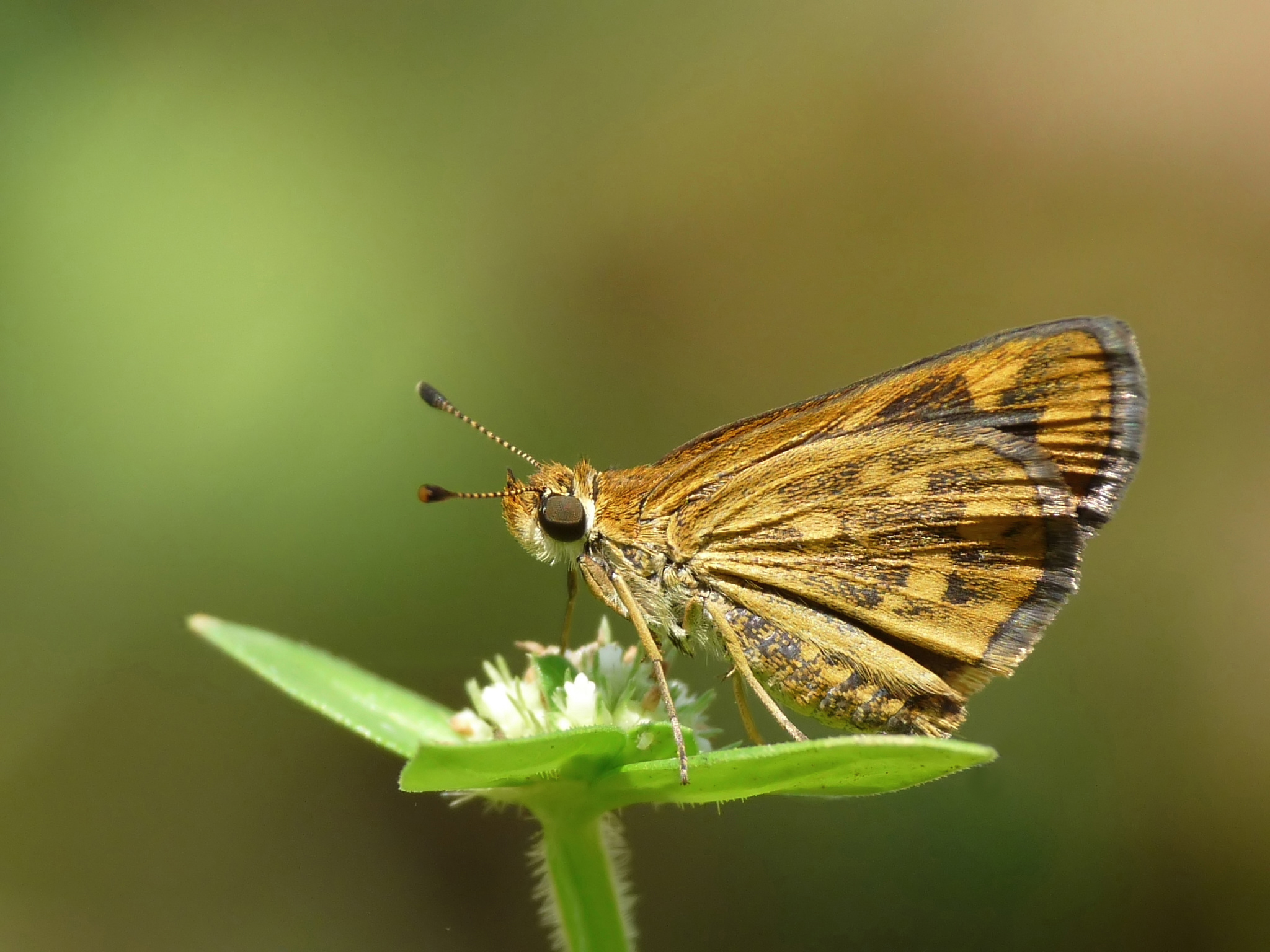

## Dottertaxa tillTaractrocera, i alfabetisk ordning[1]
- Taractrocera agraulia
- Taractrocera aliena
- Taractrocera alix
- Taractrocera anisomorpha
- Taractrocera archias
- Taractrocera ardonia
- Taractrocera atropunctata
- Taractrocera aurea
- Taractrocera bavius
- Taractrocera bessa
- Taractrocera beta
- Taractrocera celaeno
- Taractrocera ceramas
- Taractrocera danna
- Taractrocera diomedes
- Taractrocera dolon
- Taractrocera dongala
- Taractrocera dschaka
- Taractrocera flaccus
- Taractrocera flavoides
- Taractrocera fumosa
- Taractrocera godhania
- Taractrocera ikramara
- Taractrocera ilia
- Taractrocera ina
- Taractrocera iola
- Taractrocera kisaga
- Taractrocera lamia
- Taractrocera lineata
- Taractrocera lynx
- Taractrocera maevius
- Taractrocera media
- Taractrocera minimus
- Taractrocera myconius
- Taractrocera nicevillei
- Taractrocera nigrolimbatus
- Taractrocera oberthuri
- Taractrocera papyria
- Taractrocera quinta
- Taractrocera sagara
- Taractrocera samadha
- Taractrocera sangira
- Taractrocera silhetica
- Taractrocera stella
- Taractrocera sumatrensis
- Taractrocera talantus
- Taractrocera thelma
- Taractrocera tilda
- Taractrocera tissara
- Taractrocera turica
- Taractrocera zenia
- Taractrocera ziclea